# Taraxacum carinthiacum
Taraxacum carinthiacum (кульбаба каринтійська) — вид квіткових рослин з підродини цикорієвих (Cichorioideae).

## Поширення
Австрія, Болгарія, Чехія, Франція, Німеччина, Італія, Ліхтенштейн, Польща, Швейцарія, Україна, Боснія-Герцеговина, Хорватія.

## Біоморфологічна характеристика
Це багаторічна рослина.